# Oscar Repsold

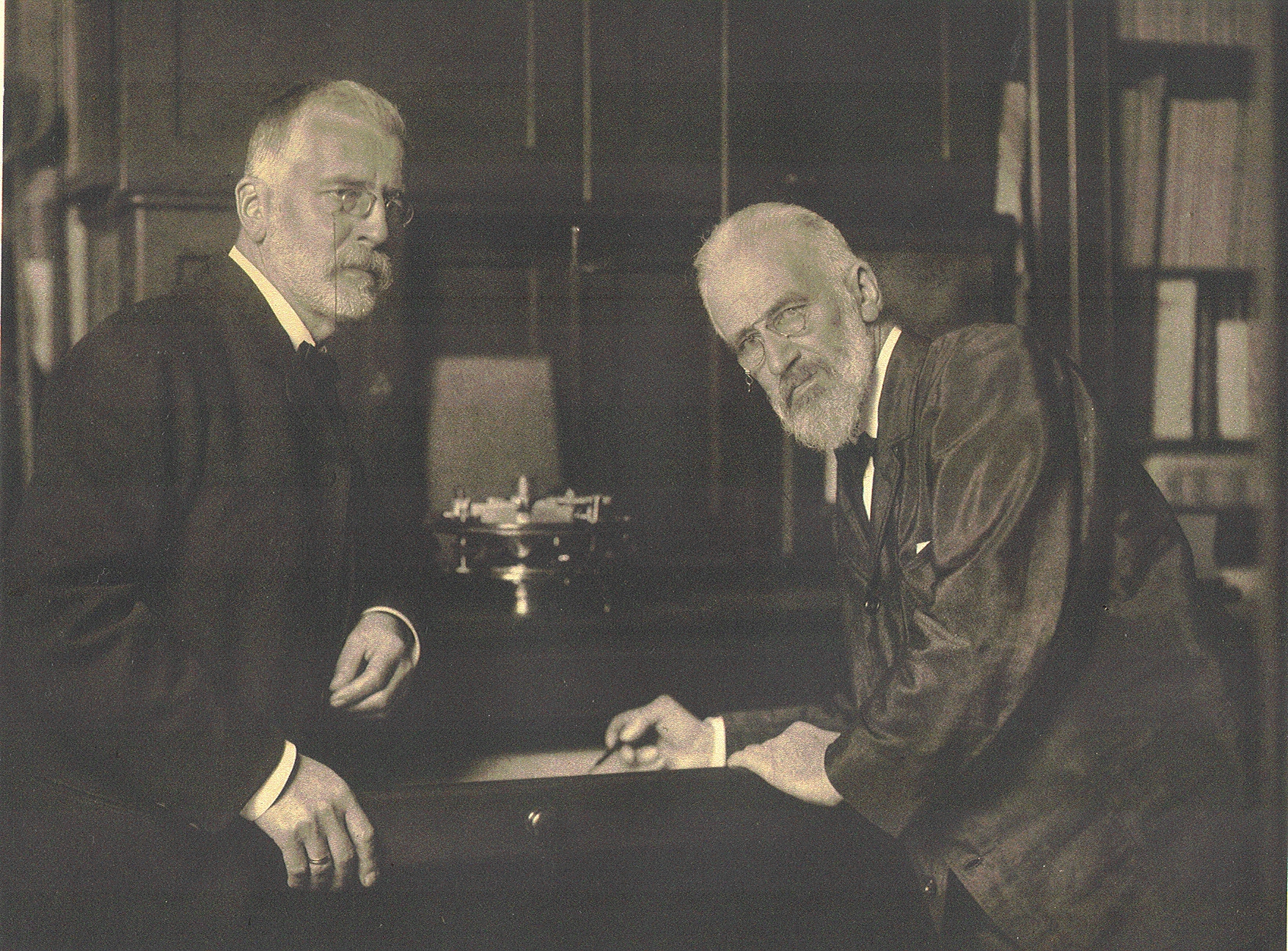
Links stehend Oscar Repsold, rechts sein Bruder Johann Adolf, 1905

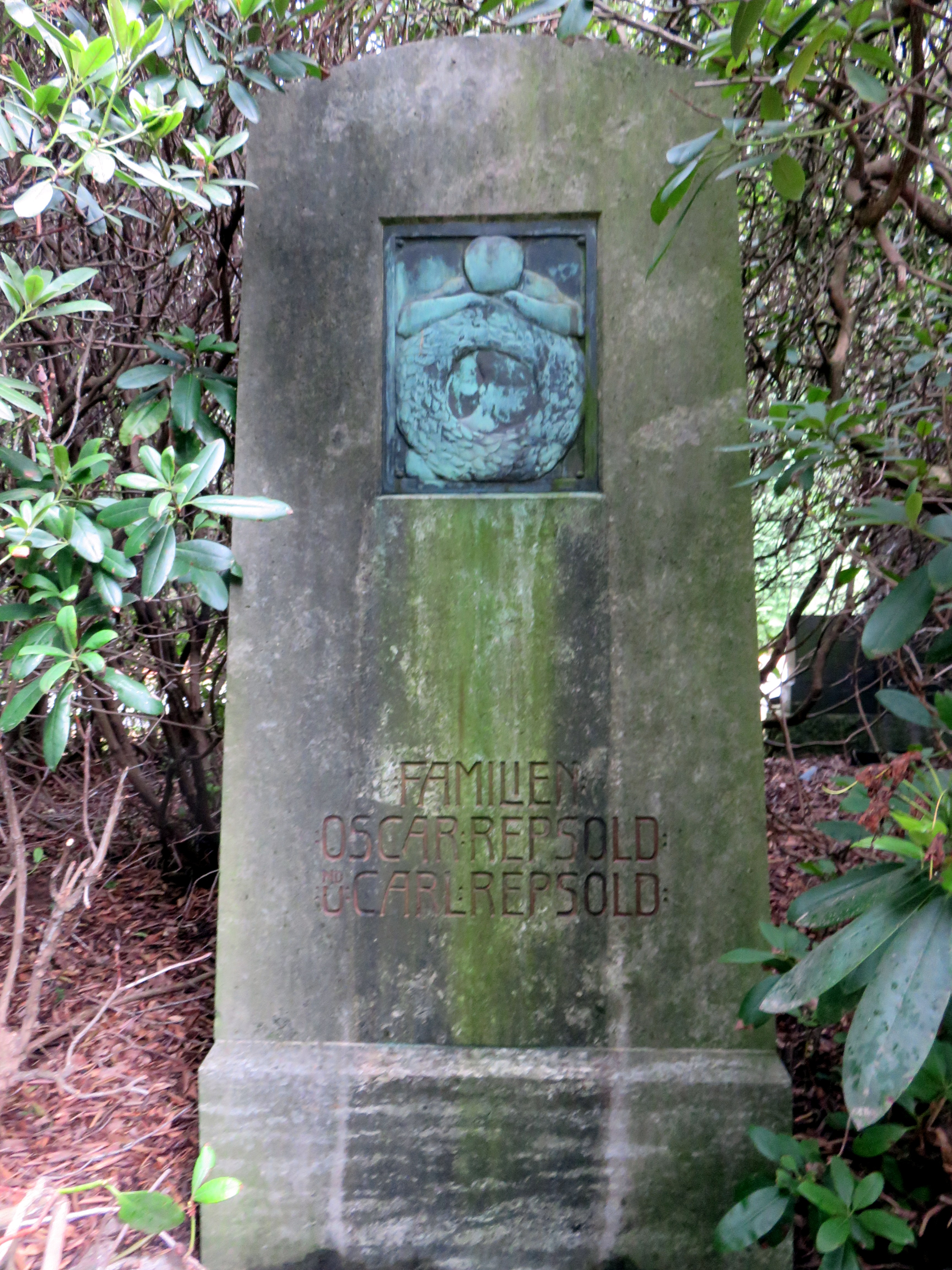
Grabstein für Carl und Oscar Repsold auf dem Friedhof Ohlsdorf, 1911 von Bildhauer Wilhelm Repsold

Oscar Philip Repsold (* 9. Mai 1842 in Hamburg; † 22. Oktober 1919 ebenda) war ein deutscher Ingenieur und Unternehmer, Mitinhaber der feinmechanischen Werkstatt A. Repsold & Söhne in Hamburg und Mitglied der Hamburgischen Bürgerschaft.

## Leben
Repsold wurde als Sohn von Adolf Repsold und Enkel von Johann Georg Repsold geboren, seine Brüder waren Johann Adolf Repsold und Carl Repsold (1848–1911). Er studierte von 1863 bis 1864 am Eidgenössischen Polytechnikum Zürich und wurde wie sein Vater 1866 Spritzenmeister in Hamburg. Repsold trat 1867 als Teilhaber in die Werkstatt A. Repsold & Söhne ein und war bis 1919 dort zusammen mit seinem Bruder Johann Adolf Repsold tätig. Die Werkstatt fertigte vor allem astronomische und geodätische Geräte und Instrumente, zum Beispiel Mikrometer, und hatte einen sehr guten Ruf.
Von 1874 bis 1912 gehörte er der Hamburgischen Bürgerschaft an. Von 1872 bis 1880 war Repsold Mitglied der Bau-Deputation. Ab 1897 gehörte er der Wasserkunst-Deputation an. Repsold war außerordendliches Mitglied im Hamburger Künstlerverein von 1832.
Auf dem Hamburger Friedhof Ohlsdorf befindet sich bei Planquadrat K 4, 11-20 (Bergstraße, südlich Friedhofsmuseum) für die Familien von Carl und Oscar Repsold ein Grabstein mit einem Relief des Malers und Bildhauers Wilhelm Repsold, Carl Repsolds Sohn.

## Quelle
- Paul Harzer: Anzeige des Todes von Oscar Philip Repsold. In: Astronomische Nachrichten, Band 210, 1919, S. 111. (online)